# 韋斯角 (特拉華州)
韋斯角（英語：Ways Corner）是位於美國特拉華州紐卡斯爾縣的一個非建制地區。該地的面積和人口皆未知。

## 地理
韋斯角的座標為39°49′29″N 75°30′04″W / 39.82472°N 75.50111°W，而該地的平均海拔高度為92米（即302英尺）。